# Libuše (Smetana)
Libuše és una òpera en tres actes composta per Bedřich Smetana sobre un llibret en txec de Josef Wenzig. S'estrenà al Teatre Nacional de Praga l'11 de juny de 1881.

## Origen i context
Smetana va escriure Libuše per a l'obertura del nou edifici del Teatre Nacional de Praga. La inauguració va ser un esdeveniment molt esperat perquè la construcció del magnífic i costós teatre només es va acabar gràcies a la immensa dedicació de tota la nació txeca i a la notable perseverança de tots els que hi van participar directament i indirecta.
Libuše ocupa una posició única en la cultura nacional txeca. Smetana la va compondre com una òpera festiva, que es representa en celebracions de la nació txeca. Smetana ja havia compost tres òperes, l'última d'elles Dalibor. Libuše fou l'heroïna, la reina, la fundadora de la llegendària primera dinastia txeca. El tema era àmpliament conegut, Libuše era la filla petita, la filla sàvia, del llegendari rei Krok.
Joseph Wenzig va escriure diverses obres de teatre i llibrets d'òpera derivats d'esdeveniments (de vegades ficticis) de la història txeca. Libuše va ser el segon dels dos llibrets que va escriure per Smetana, el primer va ser Dalibor. En ambdós casos, Wenzig va escriure el llibret en alemany i després va ser traduït al txec per Ervin Špindler. Wenzig va acabar Libušas Urtheilsspruch und Vermählung ('El veredicte i boda de Libuše') la primavera de 1866, i Špindler va fer tot el possible per preservar les característiques originals de síl·labes i els tons de l'alemany, tasca que va concloure el febrer de 1868. Smetana va completar els tres actes de la seva obra més ambiciosa fins a la data el 12 de novembre de 1872. L'estrena es va retardar per a la futura obertura del Teatre Nacional.
La grandesa de Libuše s'aixeca per sobre d'una gran quantitat de misèries entre els partidaris de Mayr, els vells txecs per una banda, i Smetana, que ja estava sumit en la malaltia i que havia hagut de dimitir de director del Teatre Provisional de Praga.

## Personatges
| Rol                                    | Tipus de veu | Elenc de l'estrena, 11 juny 1881 (Director: Adolf Čech) |
| -------------------------------------- | ------------ | ------------------------------------------------------- |
| Libuše                                 | soprano      | Marie Sittová                                           |
| Chrudoš                                | baix         | Karel Čech                                              |
| Sťáhlav, germà petit de Chrudoš        | tenor        | Antonín Vávra                                           |
| Radmilla, germana de Chrudoš i Sťáhlav | mezzosoprano | Betty Fibichová                                         |
| Krasava                                | soprano      | Irma Reichová                                           |
| Lutobor, pare de Krasava               | baix         | František Hynek                                         |
| Přemysl, un pagès de Stadice           | baríton      | Josef Lev                                               |
| Radovan                                | baríton      | Leopold Stropnický                                      |

## Representacions
Després de la destrucció del Teatre Nacional en un incendi, la mateixa òpera va obrir el teatre reconstruït el 1883, sent Marie Sittová l'intèrpret del paper epònim i amb el tenor praguenc Antonín Vávra en el paper de Šťáhlav. La primera representació als Estats Units fou el març de 1986, en una versió de concert, al Carnegie Hall amb Eve Queler i l'Orquestra de l'Òpera de Nova York.
Per celebrar la primera vegada que els txecs tenien un estat propi governat per ells mateixos des de 1620, el novembre de 1918 amb la instauració de Txecoslovàquia es produïren diverses representacions de Libuše que comptaren amb la gran soprano txeca Emmy Destinn. Més endavant, al llarg del mateix segle, es posarien en escena diverses representacions de Libuše per commemorar esdeveniments com el final de l'ocupació nazi el 1945, la renovació del Teatre Nacional de Praga el 1983, o el gener de 1990, per la finalització del comunisme.